# Arcuphantes kobayashii
Arcuphantes kobayashii là một loài nhện trong họ Linyphiidae.
Loài này thuộc chi Arcuphantes. Arcuphantes kobayashii được Ryoji Oi miêu tả năm 1979.